# ستيف نيل
ستيف نيل (بالإنجليزية: Steve Neal)‏ هو صحفي ومؤرخ أمريكي، ولد في 1949 في كوس باي في الولايات المتحدة، وتوفي في 18 فبراير 2004 في هينديل في الولايات المتحدة.